# Eustazio di Costantinopoli
Eustazio (... – Costantinopoli, 1025) è stato un vescovo bizantino, Patriarca ecumenico di Costantinopoli dal 1019 fino al 1025.
Eustazio era il protopresbitero del palazzo imperiale, quando fu innalzato al trono patriarcale dall'imperatore Basilio II. Eustazio partecipò ai tentativi dei Bizantini nel 1024 per venire a un accordo con il Papato latino riguardante il crescente divario tra le chiese occidentali e orientali, che avrebbero portato allo scisma del 1054.
Al tempo di Eustazio, il Papato pretendeva dominare sul mondo cristiano, non solo il primato, una posizione che ha offeso Costantinopoli, e le guide spirituali efficaci di gran parte del Nord per includere i russi, bulgari e serbi. Eustazio aveva offerto un compromesso a papa Giovanni XIX, suggerendo che il Patriarca ortodosso sarebbe ecumenico nel proprio ambito (in Suo Orbe), in Oriente come il papato era nel mondo (in Universo). Si presume che questo è stato un tentativo di Eustazio per mantenere il controllo sulle chiese italiane meridionali. Mentre l'offerta è stata rifiutata, si è avuta l'accettazione da parte di Giovanni della pratica del rito bizantino nell'Italia meridionale, a cambio dell'istituzione di chiese di rito latino a Costantinopoli.